# Tylorida striata
Tylorida striata is een spinnensoort in de taxonomische indeling van de strekspinnen.
Het dier behoort tot het geslacht Tylorida. De wetenschappelijke naam van de soort werd voor het eerst geldig gepubliceerd in 1877 door Thorell.